# Саранска котловина
Саранската котловина е котловина в западната част на България, третата по ред от запад на изток задбалканска котловина.
Саранската котловина е разположена между планината Мургаш (част от Стара планина) на север и северните дялове на Ихтиманска Средна гора на юг. На запад планинският праг Негушевски рид я отделя от Софийската котловина, а на изток Опорският рид – от малката Камарска котловина.
Площта ѝ е 35 км2. Дължината ѝ от север на юг е над 10 км, а максималната ѝ ширина до 5 км. Средната ѝ надморска височина е около 600 м и е наклонена на юг. Котловинното дъно е запълнено с речни наносни материали, а оградните ѝ склонове са изградени от палеозойски, юрски и кредни скали. Северната и средната част се отводняват се от Макоцевска река, а южната – от река Азмак и двете десни притоци на Лесновска река, от басейна на Искър. Почвите са предимно алувиално-ливадни.
По периферията на котловината са разположени 7 села: Горна Малина (на запад), Негушево (на северозапад), Осоица (на север), Саранци, Чеканчево и Макоцево (на изток) и Белопопци (на юг).
От запад на изток, между селата Горна Малина и Саранци, на протежение от 8,5 км котловината се пресича от участък от първокласен път № 6 ГКПП „Гюешево“ – София – Карлово – Бургас.
Успоредно на шосето преминава и участък от трасето на Подбалканската жп линия София – Карлово – Бургас.

## Топографска карта
- Лист от карта K-34-48. Мащаб: 1 : 100 000.
- Лист от карта K-34-60. Мащаб: 1 : 100 000.